# 妮琪·李
妮琪·李（英語：Nikki Leigh，1988年9月13日—）是一名美國女模特兒和演員。她最著名的是作為2012年5月《花花公子》的玩伴女郎，她的插頁由斯蒂芬·韋達所拍攝。
李也參演了多部電視劇和電影，如《男人兩個半》和2015年電影《海灘殺機》。

## 早期生活
妮琪·李出生於加利福尼亚州赛普里斯。她是加州州立大學富勒頓分校（拉丁文學士學位）的畢業生，並獲得了金钥匙国际荣誉协会的認可。

## 外部連結
- 妮琪·李在互联网电影资料库（IMDb）上的資料（英文）
- 妮琪·李的X（前Twitter）
- 妮琪·李的Instagram帳戶
- 妮琪·李的Facebook專頁